# Bläkatjärnen
Bläkatjärnen är en sjö i Bräcke kommun i Jämtland som ingår i Ljungans huvudavrinningsområde. Sjön har en area på 0,118 kvadratkilometer och ligger 287,5 meter över havet. Sjön avvattnas av vattendraget Sörviksån.

## Delavrinningsområde
Bläkatjärnen ingår i det delavrinningsområde (698271-146944) som SMHI kallar för Mynnar i Revsundssjön. Medelhöjden är 315 meter över havet och ytan är 3,92 kvadratkilometer. Räknas de 4 avrinningsområdena uppströms in blir den ackumulerade arean 62,81 kvadratkilometer. Sörviksån som avvattnar avrinningsområdet har biflödesordning 3, vilket innebär att vattnet flödar genom totalt 3 vattendrag innan det når havet efter 206 kilometer. Avrinningsområdet består mestadels av skog (66 procent) och jordbruk (12 procent). Avrinningsområdet har 0,12 kvadratkilometer vattenytor vilket ger det en sjöprocent på 3 procent.